# Thomas Judson
Thomas Judson (ur. 9 lipca 1857 w Ashton-under-Lyne, zm. 4 września 1908 w Southport) – walijski rugbysta grający w formacji młyna, reprezentant kraju.
Związany był z klubami Llandovery RFC, Newport RFC, Rosslyn Park F.C. i London Welsh. W latach 1882–1883 rozegrał dwa spotkania dla walijskiej reprezentacji w Home Nations Championship 1883 zdobywając jedno przyłożenie, które wówczas nie miało jednak wartości punktowej.